# 홍인

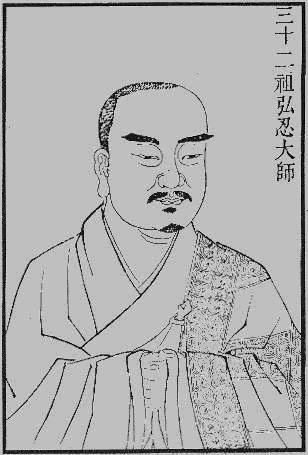
홍인의 목판 초상화

홍인(弘忍: 601~674)은 당나라의 선승이며 선종(禪宗)의 제5대조사이다. 오조대사(五祖大師) 또는 대만선사(大滿禪師)라고도 한다.
홍인으로부터 신수의 북종선과 혜능의 남종선으로 갈라졌다.

## 생애
기주의 황매(黃梅: 현재의 후베이성에 소재)에서 출생하였다.
607년 일곱살 때에 기주 쌍봉산(雙峰山) 동산사(東山寺)에 가 선종의 제4대조인 도신(道信)을 좇아 출가하였다.
그는 돈점(頓漸)의 주요한 뜻을 연구 통달하여 개오(開悟)하였다.
도신을 사사(師事)하기를 30년이 지난 51세 때 스승의 명령에 따라 탑을 건립하고 그 공적에 의하여 스승의 법의(法衣)를 받게 되었다. 동년 9월 도신이 입적하자 그 자리를 이어받고 선종의 제5대조가 되었다.
홍인은 선종의 5대조가 된 후 쌍봉산의 동쪽에 있는 빙무산(憑茂山)으로 옮겨가 법문(法門)을 선양하였다. 이때 그의 회하(會下)에 모인 사람은 700명을 넘었는데, 절의 이름을 따서 당시의 사람들이 동산법문(東山法門)이라고 불렀다.

## 사상
홍인의 선사상은 심성(心性)의 본원에 철저할 것을 본령으로 하고 수심(守心)을 참학(參學)의 요체로 하였다.

## 전등
홍인의 제자로는 현적 · 혜능(慧能) · 신수(神秀) · 지선 · 혜장(惠藏) · 법여(法如) · 현약(玄約) 등이 있었고 혜능이 법통을 이어받아 제6대조가 되었다.
전설에 의하면 홍인이 23인의 제자에게 각기 뜻을 말해 보라 하니 신수가 처음에 게송으로써 답하고 이어서 혜능도 게송으로써 답하였는데, 홍인은 혜능에게 법의(法衣, 가사)를 주고 법통을 물려주었다 한다.

## 게송
유정(有情)이 와서 씨 뿌리니
무정(無情)이 꽃을 피우고
정도 없고(無情) 씨앗도 없나니(無種)
마음 땅에 또한 남이 없도다.

## 참고 문헌
- 이 문서에는 다음커뮤니케이션(현 카카오)에서 GFDL 또는 CC-SA 라이선스로 배포한 글로벌 세계대백과사전의 내용을 기초로 작성된 글이 포함되어 있습니다.

| 전임 도신 | 제5대 중국 선종의 조사 651년 ~ 674년 | 후임 혜능 |